# Choi Min-kyung
Choi Min-kyung (kor. 최민경; * 25. August 1982 in Seoul) ist eine französische Shorttrackerin südkoreanischer Abstammung.

## Karriere
Choi startete bis zum Jahr 2002 für Südkorea, aber nahm dann die französische Staatsangehörigkeit an.

### Als Südkoreanerin
Bei den Olympischen Winterspielen 1998 in Nagano wurde sie über 500 m Vierte. Sie nahm 1999 an den Winter-Asienspielen in Gangwon teil und gewann Silber über 500 m und Bronze über 3000 m. Bei den Juniorenweltmeisterschaften 2000 in Székesfehérvár und ein Jahr später in Warschau Bronze. Bei der Winter-Universiade 2001 in Zakopane errang sie Gold über 1000 und 1500 m und Bronze über 3000 m. Sie errang bei den Weltmeisterschaften 2000 in Sheffield Silber mit der 3000-m-Staffel, was sie im Folgejahr wiederholen konnte. 2002 wurde sie dann Weltmeisterin mit der Staffel. Bei den Olympischen Winterspielen 2002 in Salt Lake City wurde sie mit der Staffel Olympiasiegerin.

### Als Französin
Choi gewann mit der französischen Staffel bei den Weltmeisterschaften 2005 in Peking Bronze. Bei den Europameisterschaften 2005 und 2006 gewann sie jeweils mit der Staffel Silber.
Nach den Olympischen Spielen 2006 in Turin erhielt sie ihre koreanische Staatsbürgerschaft zurück.

## Ehrungen
- 2007: Medaille „Blue Dragon“ der Republik Korea.[7]
- 2010: Ehrenbotschafter des Bewerbungskomitees für die Olympischen Winterspiele Pyeongchang.[2]